# Acacia aurita
Acacia aurita é uma espécie de leguminosa do gênero Acacia, pertencente à família Fabaceae.